# Nazionale maschile di pallavolo del Kazakistan
La nazionale maschile di pallavolo del Kazakistan è una squadra asiatica e oceaniana composta dai migliori giocatori di pallavolo del Kazakistan ed è posta sotto l'egida della Federazione pallavolistica del Kazakistan.

## Rosa
Segue la rosa dei giocatori convocati per l'AVC Challenge Cup 2024.
| N° | Nome                    | Ruolo | Data di nascita   | Squadra  |
| -- | ----------------------- | ----- | ----------------- | -------- |
| 1  | Yerikzhan Boken         | L     | 31 gennaio 1996   | Taraz    |
| 2  | Niyaz Nurgazin          | P     | 13 ottobre 1999   | Pavlodar |
| 3  | Vladimir Prokofyev      | C     | 9 febbraio 1993   | Jaiyq    |
| 5  | Boris Kempa             | S     | 25 maggio 1991    | Pavlodar |
| 7  | Aibat Netalin           | S     | 30 marzo 1992     | Aqtöbe   |
| 8  | Piotr Churzin           | O     | 25 settembre 1989 | Jaiyq    |
| 9  | Sergey Okunev           | L     | 22 novembre 1994  | Pavlodar |
| 11 | Damir Akimov            | C     | 22 settembre 1991 | Taraz    |
| 12 | Nodirkhan Kadirkhanov   | C     | 6 settembre 1991  | Taraz    |
| 18 | Vitaliy Vorivodin       | S     | 31 luglio 1990    | Jaiyq    |
| 21 | Mikhail Ustinov         | S     | 22 dicembre 1989  | Taraz    |
| 23 | Askar Serik             | C     | 28 settembre 1997 | Pavlodar |
| 24 | Nurlibek Nurmakhambetov | P     | 17 luglio 2000    | Taraz    |

## Risultati

### Competizioni FIVB
| 1949 | non esistente   | -            |
| 1952 | non esistente   | -            |
| 1956 | non esistente   | -            |
| 1960 | non esistente   | -            |
| 1962 | non esistente   | -            |
| 1966 | non esistente   | -            |
| 1970 | non esistente   | -            |
| 1974 | non esistente   | -            |
| 1978 | non esistente   | -            |
| 1982 | non esistente   | -            |
| 1986 | non esistente   | -            |
| 1990 | non esistente   | -            |
| 1994 | non qualificata | -            |
| 1998 | non qualificata | -            |
| 2002 | 19º posto       | Convocazioni |
| 2006 | 21º posto       | Convocazioni |
| 2010 | non qualificata | -            |
| 2014 | non qualificata | -            |
| 2018 | non qualificata | -            |
| 2022 | non qualificata | -            |

### Competizioni AVC
| 1975 | non esistente   | -            |
| 1979 | non esistente   | -            |
| 1983 | non esistente   | -            |
| 1987 | non esistente   | -            |
| 1989 | non esistente   | -            |
| 1991 | non esistente   | -            |
| 1993 | 2º posto        | Convocazioni |
| 1995 | 14º posto       | Convocazioni |
| 1997 | non qualificata | -            |
| 1999 | 11º posto       | Convocazioni |
| 2001 | 9º posto        | Convocazioni |
| 2003 | 8º posto        | Convocazioni |
| 2005 | non qualificata | -            |
| 2007 | 10º posto       | Convocazioni |
| 2009 | 5º posto        | Convocazioni |
| 2011 | 9º posto        | Convocazioni |
| 2013 | 10º posto       | Convocazioni |
| 2015 | 9º posto        | Convocazioni |
| 2017 | 2º posto        | Convocazioni |
| 2019 | 10º posto       | Convocazioni |
| 2021 | 11º posto       | Convocazioni |
| 2023 | 13º posto       | Convocazioni |

| 2018 | non qualificata | -            |
| 2022 | non qualificata | -            |
| 2023 | 7º posto        | Convocazioni |
| 2024 | 4º posto        | Convocazioni |

### Competizioni estinte
| 1990 | non esistente   | -            |
| 1991 | non esistente   | -            |
| 1992 | non qualificata | -            |
| 1993 | non qualificata | -            |
| 1994 | non qualificata | -            |
| 1995 | non qualificata | -            |
| 1996 | non qualificata | -            |
| 1997 | non qualificata | -            |
| 1998 | non qualificata | -            |
| 1999 | non qualificata | -            |
| 2000 | non qualificata | -            |
| 2001 | non qualificata | -            |
| 2002 | non qualificata | -            |
| 2003 | non qualificata | -            |
| 2004 | non qualificata | -            |
| 2005 | non qualificata | -            |
| 2006 | non qualificata | -            |
| 2007 | non qualificata | -            |
| 2008 | non qualificata | -            |
| 2009 | non qualificata | -            |
| 2010 | non qualificata | -            |
| 2011 | non qualificata | -            |
| 2012 | non qualificata | -            |
| 2013 | non qualificata | -            |
| 2014 | non qualificata | -            |
| 2015 | 28º posto       | Convocazioni |
| 2016 | 35º posto       | Convocazioni |
| 2017 | 35º posto       | Convocazioni |

| 2018 | 5º posto        | Convocazioni |
| 2019 | non qualificata | -            |
| 2022 | non qualificata | -            |
| 2023 | non qualificata | -            |
| 2024 | non qualificata | -            |